# Westergren
Westergren är ett svenskt efternamn som bärs av:
- Bertil Westergren, lektor i tillämpad matematik
- Calle Westergren, brottare i världsklass
- Claes-Håkan Westergren, skådespelare
- Ebbe Westergren, författare samt antikvarie och arkeolog
- Håkan Westergren, skådespelare
- Isaac Westergren, idrottsman och idrottsledare under första halvan
- Magnus Westergren, konstnär
- Meg Westergren, skådespelare
- Mikael Vestergren, gitarrist